# Vicq (Norte)
Vicq es una comuna francesa situada en el departamento de Norte, en la región de Alta Francia.

## Demografía
| 1379 | 1388 | 1301 | 1219 | 1196 | 1253 | 1464 |
| Para los censos de 1962 a 1999 la población legal corresponde a la población sin duplicidades (Fuente: INSEE [Consultar]) |      |      |      |      |      |      |